# 22 Aurigae
22 Aurigae, som är stjärnans Flamsteed-beteckning, är en ensam stjärna i den södra delen av stjärnbilden Kusken. Den har en skenbar magnitud på ca 6,45 och kräver åtminstone en handkikare för att kunna observeras. Baserat på parallaxmätning inom Hipparcosuppdraget på ca 6,1 mas, beräknas den befinna sig på ett avstånd på ca 537 ljusår (ca 165 parsek) från solen. Den rör sig bort från solen med en heliocentrisk radialhastighet på ca 10 km/s. På det beräknade avståndet minskar stjärnans skenbara magnitud med 0,57 enheter genom en skymningsfaktor orsakad av interstellärt stoft. Stjärnan ingår OB-associationen Taurion belägen mellan Orion och Oxen.

## Egenskaper
22 Aurigae är en blå till vit stjärna i huvudserien av spektralklass B9 Vs, där ”s”-notationen anger att spektrumet har "skarpa" linjer till följd av stjärnans relativt måttliga projicerade rotationshastighet på 66 km/s. Den har en massa som är ca 2,9 solmassor, en radie som är ca 3,1 solradier  och utsänder ca 90 gånger mera energi än solen från dess fotosfär vid en effektiv temperatur på ca 10 800 K.